# Joseph Barclay
Joseph Barclay (* 1831 bei Strabane; † 23. Oktober 1881 in Jerusalem) war ein britischer Theologe, Missionar und anglikanischer Bischof in Jerusalem.

## Leben
Barclays Familie hatte schottische Wurzeln. Er besuchte zunächst das  Trinity College in Dublin. Nach dem erfolgreichen Abschluss nahm er eine Vikariatsstelle in Bagnelstown, County Carlow an; hier entwickelte er großes Interesse an der Londoner Gesellschaft zur Förderung des Christentums.
Als Missionar dieser Gesellschaft ging er zunächst bis 1861 nach Konstantinopel. Missionsreisen führten ihn zu den Donauprovinzen, nach Rhodos und in weitere Bezirke. Er erlernte die sephardische Sprache und studierte Hebräisch. 1861 wurde er Vorstand der Christlichen Kirche in Jerusalem, eine Position, die Energie und Taktgefühl erforderte, um auf den Streit der Parteien, deren Rivalitäten Barclay in seinen Tagebuchaufzeichnungen beschreibt, neutralisierend einzuwirken.
1865 besuchte er England und Irland, erhielt den Grad eines Doktors von seiner Universität und heiratete. Nach seiner Rückkehr forderte er eine Gehaltserhöhung und trat 1870 zurück, weil sich die Londoner Gesellschaft weigerte, seinem Wunsch nachzukommen. Er kehrte nach England zurück und übernahm Vikariate in Howe in Lincolnshire und St. Margaret, Westminster, bis er 1873 Rektor in Stapleford in der St Albans Diözese wurde. Seine Freizeit nutzte er 1877, um Übersetzungen einzelner Abhandlungen des Talmud mit Prolegomena und Notizen zu veröffentlichen.
Barclay hielt seine Predigten in Spanisch, Französisch und Deutsch. Er sprach auch Türkisch und erlernte die arabische Sprache. Im Jahr 1880 erhielt er den Grad des Dr. Dr. von der Universität Dublin.

## Bischof von Jerusalem
1879 verstarb Samuel Gobat, der anglikanische Bischof von Jerusalem. Von Lord Beaconsfield wurde Joseph Barclay der Königin Victoria als Kandidat für die Nachfolge vorgeschlagen. Der Erzbischof Archibald Campbell Tait weihte Barclay in St. Paul zum Bischof. Am 15. Januar 1880 reiste er nach Jerusalem.
Am 5. April 1880 berief er eine Konferenz aller europäischen Missionare. Er reiste nach Beirut und inspizierte die von Mrs. Bowen Thompson gestifteten britischen Schulen in Syrien, die er in gutem Zustand vorfand. Er begab sich im November 1880 nach Ägypten, um in Sues und Port Said den Seefahrern Seelsorge und Gottesdienst zu verschaffen. Aber schon am 23. Oktober 1881 starb er in Jerusalem. Seine Frau, eine geborene Andrew, kehrte mit den Kindern zu ihren Eltern zurück, sie verstarb vier Monaten nach ihrem Gemahl.